# 2155 Wodan
2155 Wodan је астероид главног астероидног појаса са средњом удаљеношћу од Сунца која износи 2,856 астрономских јединица (АЈ).
Апсолутна магнитуда астероида је 12,6.